# Марек Биенчик
Марек Биенчик (на полски: Marek Bieńczyk) е полски литератор, професор по френски език и цивилизация, есеист и преводач. Книгите му са преведени в различни европейски страни, а в родината му, Полша, те получават няколко награди, в това число Нике – за сборника Książka twarzy, в 2012 г.
Биенчик е и експерт – енолог, със собствени рубрики в различни периодични издания и няколко книги по темата за виното.

### Есеистика
- Czarny człowiek. Zygmunt Krasiński wobec śmierci, IBL, 1990.
- Terminal, PIW, 1994
- Melancholia. O tych, co nigdy nie odnajdą straty, Sic!, 1998
Меланхолия. За тез, които никога изгубеното няма да намерят, София: Сонм, 2002.
- Kroniki wina (винени хроники), Sic!, 2001
- Oczy Dürera. O melancholii romantycznej, Sic!, 2002
- Przezroczystość, Znak, 2007
Прозрачността, София: Сонм, ISBN: 9786197500097, 2019 г. 270 стр.
- Książka twarzy, Świat Książki, 2011
Книга на лицето, София: Фабер, ISBN: 9786190003366, 2015 г. 448 стр.

### Романи
- Terminal, Państwowy Instytut Wydawniczy, Warszawa 1994 (ISBN 83-06-02387-0);
- Tworki, Wydawnictwo Sic!, Warszawa 1999 (wyd. II 2007) (ISBN 83-86056-56-8), награда „Владислав Реймонт“ за 2000
Психиатрична болница „Творки“, София: Панорама, 2017, ISBN: 9789549655872